# Cacia ribbei
Cacia ribbei är en skalbaggsart som beskrevs av Stefan von Breuning 1965. Cacia ribbei ingår i släktet Cacia och familjen långhorningar. Inga underarter finns listade.